# Andrew Jackson Downing
Andrew Jackson Downing (31 de octubre de 1815, Newburgh–28 de julio de 1852, Nueva York en el Río Hudson) fue un arquitecto del paisaje, horticultor, y escritor estadunidense, así como un defensor del estilo neogótico en los Estados Unidos y editor de la revista The Horticulturist magazine (1846–52). Downing es considerado uno de los fundadores de la arquitectura paisajista

## Inicios
Downing nació en Newburgh, Nueva York, Estados Unidos, hijo de Samuel Downing (un viverista y carretero) y Eunice Bridge. Después de terminar sus estudios a los dieciséis años, trabajó en el vivero de su padre en la ciudad de Newburgh y gradualmente se interesó por la jardinería y la arquitectura. Comenzó a escribir sobre botánica y jardinería paisajística y luego se dedicó a educarse a fondo en estos temas. Se casó con Caroline DeWint en 1838.

## Carrera profesional

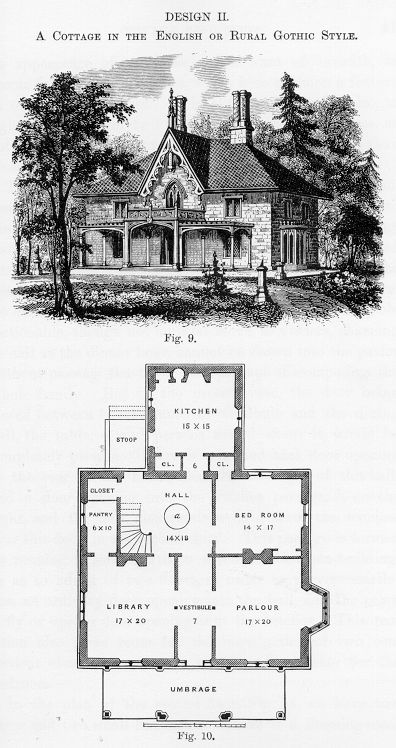
Diseño II, Inglés o estilo Gótico Rural, Cottage Residences, 1842.

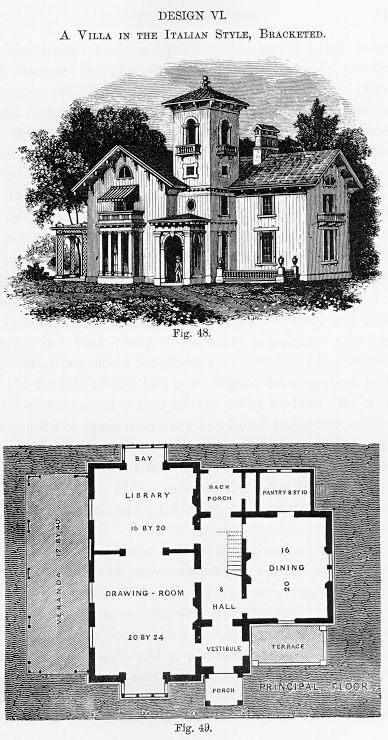
Diseño VI, estilo Italiano, Cottage Residences, 1842.

Su carrera de escritor oficial comenzó cuando comenzó a escribir artículos para varios periódicos y revistas de horticultura en la década de 1830. En 1841 se publicó con gran éxito su primer libro, Tratado sobre la teoría y la práctica de la jardinería paisajística, adaptado a América del Norte; fue el primer libro de este tipo publicado en los Estados Unidos.
En 1842 Downing colaboró con Alexander Jackson Davis en el libro "Cottage Residences" (Residencias Campestres"), un libro de patrones de casas muy influyente que mezclaba la arquitectura romántica con la pintoresca pastoral de la campiña inglesa, derivado en gran parte de los escritos de John Claudius Loudon.  El libro fue ampliamente leído y consultado, haciendo mucho para difundir los estilos arquitectónicos llamados "Carpenter Gothic" (carpintero del gótico) y el "Hudson River Bracketed architectural style" entre los constructores victorianos, tanto comerciales como privados.
Junto con su hermano Charles, escribió la obra Fruits and Fruit Trees of America-(Frutas y árboles frutales de América) (1845), una obra estándar durante mucho tiempo. A principios de la década de 1850, Downing llamó a la manzana "Jonathan's Fine Winter" la "Imperial of Keepers", lo que llevó a que se le rebautizara como la manzana 'York Imperial'.  Esto fue seguido por "The Architecture of Country Houses" (1850), otro influyente libro de patrones.
A mediados de la década de 1840, la reputación de Downing era impecable, y en cierto modo, era una celebridad de su época. Esto le brindó una amistad con Luther Tucker, editor e impresor de Albany, Nueva York, quien contrató a Downing para editar una nueva revista. "The Horticulturist and Journal of Rural Art and Rural Taste" ("El Horticultor y Revista de Arte Rural y Gusto Rural") se publicó por primera vez bajo la dirección de Downing en el verano de 1846; fue editor de esta revista hasta su muerte en 1852. La revista fue su influencia más frecuente en la sociedad y funcionó bajo las premisas de horticultura, pomología, botánica, entomología, arquitectura rural, jardinería paisajística y, extraoficialmente, locales dedicados al bienestar público en diversas formas. Fue en este diario donde Downing abogó por primera vez por un parque de Nueva York, que con el tiempo se convirtió en el Central Park. Fue en esta publicación que Downing abogó por las escuelas agrícolas estatales, que finalmente dieron lugar. Y fue aquí donde Downing trabajó diligentemente para educar e influir en sus lectores sobre gustos refinados con respecto a la arquitectura, el diseño del paisaje e incluso varias cuestiones morales.
En 1850, mientras Downing viajaba por Europa, una exposición de acuarelas de paisajes continentales del inglés Calvert Vaux captó su atención. Animó a Vaux a emigrar a los Estados Unidos y abrió lo que iba a ser una práctica próspera en Newburgh. El arquitecto de origen inglés Frederick Clarke Withers (1828-1901) se unió a la firma durante su segundo año. Downing y Vaux trabajaron juntos durante dos años, y durante esos dos años, convirtió a Vaux en socio. Juntos diseñaron muchos proyectos importantes, incluidos los terrenos de la Casa Blanca y la Institución Smithsonian en Washington D. C. El trabajo de Vaux en el Smithsonian inspiró un artículo que escribió para "The Horticulturist", en el que expresó su opinión de que era hora de que el gobierno reconociera y apoyara las artes.
En 1846, se estableció la Smithsonian Institution, y pronto se inició un edificio para albergar la nueva institución en el National Mall en Washington D. C. El edificio de estilo normando de James Renwick estimuló un movimiento para decorar el Mall de una manera equiparable con el carácter romántico del edificio del Smithsonian. El presidente Millard Fillmore encargó a Downing que creara un plan que redimiera al centro comercial de su negligencia física.
Downing presentó su plan para el National Mall a los Regentes de la Institución Smithsonian el 27 de febrero de 1851. El plan fue una desviación radical del diseño geométrico y clásico para el Mall que Pierre (Peter) Charles L'Enfant había colocado en su plan de 1791 para la futura ciudad capital federal. En lugar de la "Grand Avenue" de L'Enfant, Downing imaginó cuatro parques individuales, con senderos y caminos curvilíneos conectados definidos con árboles de varios tipos. El objetivo de Downing era formar un parque nacional que sirviera como modelo para la nación, como un ejemplo influyente del "estilo natural de jardinería paisajística" y como un "museo público de árboles y arbustos vivos".

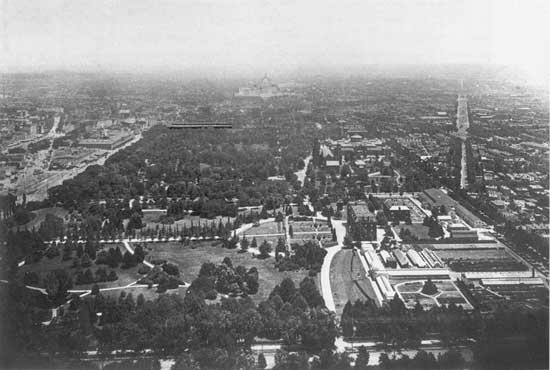
Mirando hacia el este desde la parte superior del Monumento a Washington hacia el National Mall y el Capitolio de los Estados Unidos en el verano de 1901. El Mall exhibía el paisaje de caminos sinuosos y plantaciones aleatorias que Downing había diseñado a principios de la década de 1850.

El presidente Fillmore respaldó dos tercios del plan de Downing en 1851, pero el Congreso consideró que era demasiado caro y liberó solo los fondos suficientes para desarrollar el área alrededor del Smithsonian. En 1853, el Congreso cortó todos los fondos para que el plan nunca se completara por completo. Sin embargo, las agencias federales desarrollaron varios parques naturalistas dentro del Mall durante el próximo medio siglo de acuerdo con el plan de Downing.  Los parques permanecieron hasta que fueron reemplazados por características que describió el Plan McMillan de 1902. Los parques permanecieron hasta que fueron reemplazados por características que describió el Plan McMillan de 1902 (ver History of the National Mall).
En 1845, Downing fue elegido miembro de la "National Academy of Design" como académico honorario.

### Trabajos arquitectónicos con Vaux
- Joel T. Headley House, "Cedar Lawn," New Windsor (Nueva York) (1850–51)
- Matthew Vassar Cottage and gatehouse, "Springside," Poughkeepsie (Nueva York) (1850)
- Robert P. Dodge House, Washington D. C. (1850–53)
- Francis Dodge House, Washington D. C. (1850–53)
- William L. Findlay House, Newburgh, Nueva York (1850–51)
- David Moore House, Newburgh, New York (1851–52)
- Dr. William A. M. Culbert House, Newburgh, New York (1851–52)
- Beechwood (Astor mansion), Daniel Parish House, Newport, Rhode Island (1852)

## Filosofía de Downing

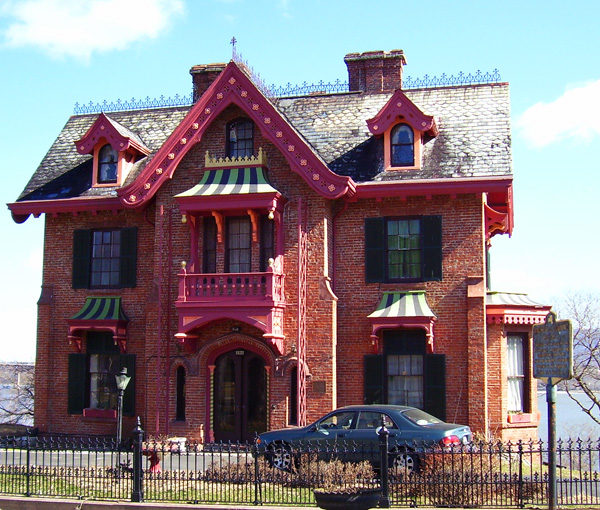
La villa-estilo "W. E. Warren House" por Calvert Vaux se asocia a menudo con Downing, porque ejemplifica muchas de sus teorías de diseño de Cottage Residences

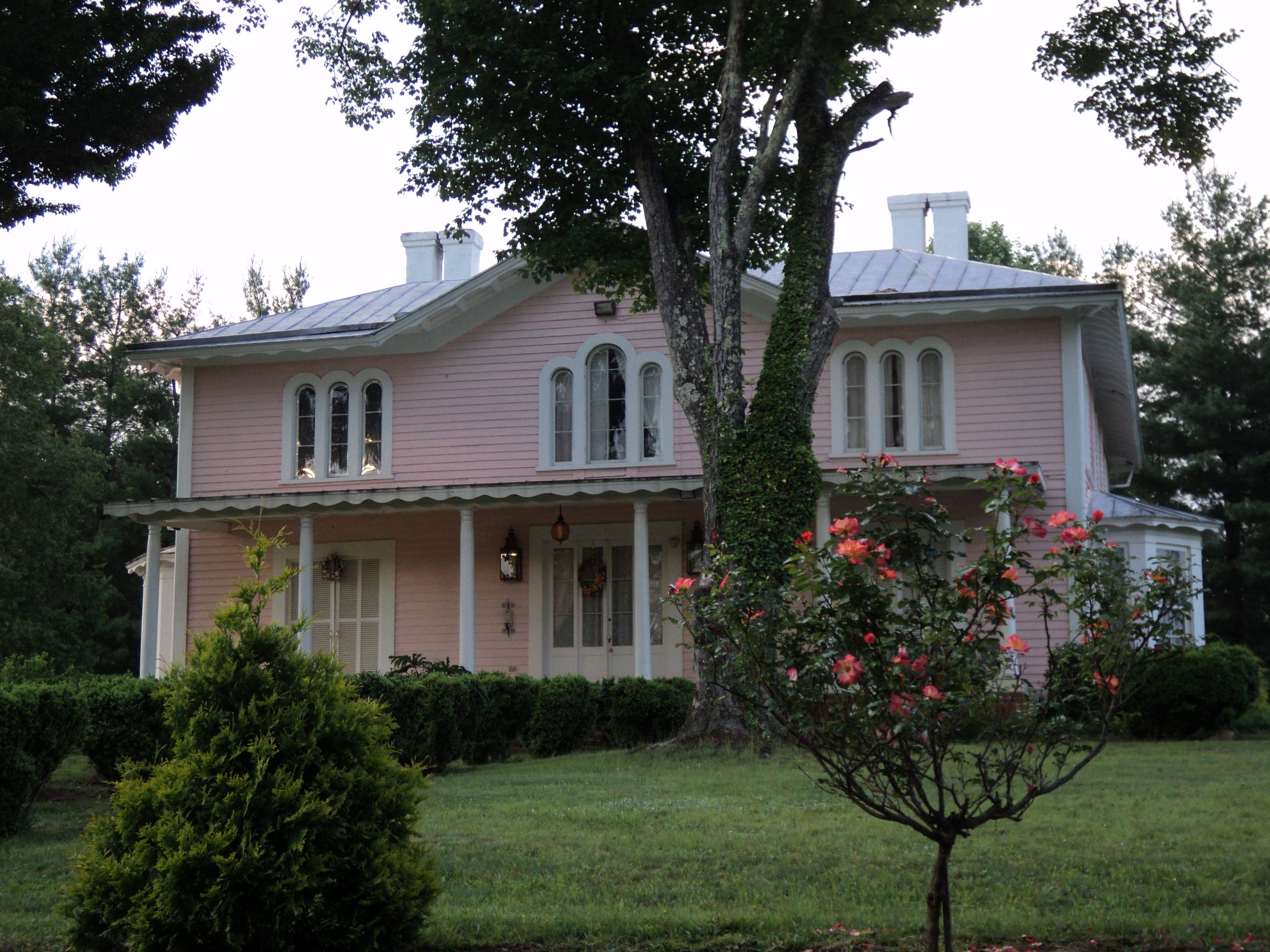
Aurora, Penn's Store, condado de Patrick, Virginia. Construido en 1853 e influenciado por los diseños de Downing

- El orgullo de la gente por su país está conectado con el orgullo por su hogar. Si pueden decorar y construir sus hogares para simbolizar los valores que esperan encarnar, como la prosperidad, la educación y el patriotismo, serán personas más felices y mejores ciudadanos.
- "Una buena casa conducirá a una buena civilización".
- La "casa individual tiene un gran valor para las personas".
- "Hay una influencia moral en una casa de campo".
- Un buen hogar animará a sus habitantes a seguir una existencia moral.

## Influencia en la Arquitectura
Los diseños de construcción de Downing fueron principalmente para casas rurales unifamiliares construidas en los estilos pintoresco gótico e italiano. Creía que todos los estadounidenses merecían un buen hogar, por lo que diseñó casas para tres tipos: villas para los ricos, cabañas para los trabajadores y granjas para los agricultores.
Downing creía que la arquitectura y las bellas artes podían afectar la moral de los propietarios, y que la mejora de la apariencia externa de una casa ayudaría "a mejor" a todos aquellos que tuvieran contacto con la casa. Así escribió: 

"El bien general de Estados Unidos se vio beneficiado por el buen gusto y la hermosa arquitectura"

. Downing vio que el hogar familiar se estaba convirtiendo en el lugar de la educación moral y en el centro de la búsqueda del significado de la vida de la clase media estadounidense.
Downing desarrolló su punto de vista de que las residencias de campo deben encajar en el paisaje circundante y mezclarse con su hábitat natural. También creía que la arquitectura debería ser funcional y que los diseños para las residencias deberían ser hermosos y funcionales. Al comienzo de su "Architecture of Country Houses" (Arquitectura de casas de campo) hay un extenso ensayo sobre el significado real de la arquitectura. Escribió que incluso la forma más simple de arquitectura debería ser una expresión de belleza, pero el diseño nunca debería descuidar lo útil para lo bello. Continuó diciendo que "(en) la arquitectura perfecta ningún principio de utilidad será sacrificado a la belleza, solo elevado y ennoblecido por ella". Consideraba que la jardinería y la arquitectura paisajistas eran un arte.
En Cottage Residences publicó los diseños de 28 casas; Además de los planos de la casa, los diseños incluían los planos para la disposición de los jardines, huertas, terrenos e incluso incluían varias plantas para ser utilizadas. En su Arquitectura de casas de campo, incluyó diseños para cabañas, granjas y villas y comentó sobre interiores, muebles e incluso los mejores métodos para calentarlos y ventilarlos. Algunos de sus diseños eran muy sencillos y asequibles para que todas las clases sociales pudieran disfrutar de la vida fuera de la ciudad. En su publicación, criticó a los constructores que tomaron prestados elementos arquitectónicos para imitar el estilo de una villa en una cabaña por tener un mal gusto. Ejemplos de tales eran la cabaña del templo donde un pórticocon grandes columnas de madera se agregaron a una pequeña cabaña, cabaña de sombrero cocido donde se agregaron muchos frontones para llenar el techo de la cabaña, y el uso inadecuado de partes ornamentales, como el uso de una tabla delgada aserrada con apariencia de "pan de jengibre" en lugar de una tabla tallada adecuadamente, en forma de cenefa. Su propia residencia, Highland Gardens, en Newburgh, Nueva York, era bastante grande con terrenos meticulosos y muchos invernaderos con plantas y árboles de todo el mundo que le había traído su suegro ballenero.
A través de la publicación de sus diseños, se le atribuye la popularización del porche delantero. Vio el porche como el vínculo entre la casa y la naturaleza. La construcción de porches se había vuelto más fácil debido al avance en los métodos de construcción, y estos dos factores juntos dieron como resultado la frecuencia de la construcción de porches en las residencias en ese momento. Al mismo tiempo, mucha gente se estaba mudando de la ciudad al campo circundante debido a la llegada del transporte ferroviario y por barco de vapor. Downing creía que interactuar con la naturaleza tenía un efecto curativo en la humanidad y quería que todas las personas pudieran experimentar la naturaleza.
En la década de 1860, el estilo preferido de Downing había eclipsado por completo el estilo del Neogótico anterior.

## Muerte prematura
El 28 de julio de 1852, Downing viajaba en el barco de vapor Henry Clay con su esposa y su familia política. Se produjo un incendio cuando el barco estaba justo al sur de Yonkers, en el río Hudson. La explosión de una caldera extendió rápidamente las llamas a través del casco de madera, y Downing murió junto con otras 80 personas. Algunos restos de ceniza y su ropa fueron recuperados días después.
Los restos de Downing fueron enterrados primero en el cementerio de "Old Town", pero luego fueron trasladados al cementerio de "Cedar Hill", en su lugar de nacimiento de Newburgh.
Tras la muerte de Downing, Withers y Vaux se hicieron cargo de su práctica arquitectónica. Después de su muerte, el escritor y amigo Nathaniel Parker Willis se refirió a Downing como: 

"la única promesa solitaria de nuestro país de un suministro para [la] ... escasez de monedas de belleza en nuestros bolsillos de todos los días. Él era la única persona a la que se podía enviar para ... mirar campos y bosques y decir qué se podría hacer con ellos"

.

## Legado

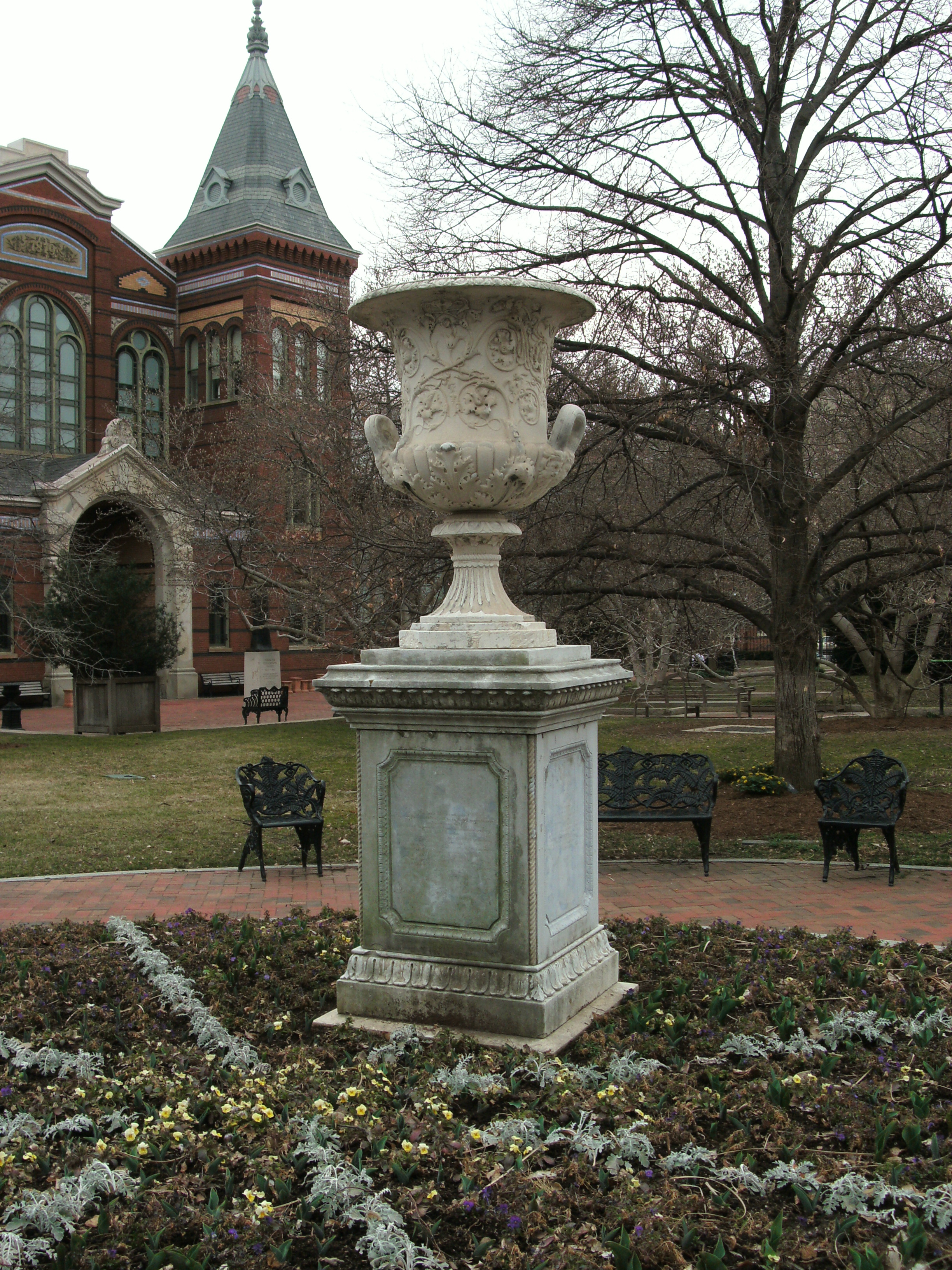
Urna memorial en honor de Andrew Jackson Downing ubicada en el Jardín Enid A. Haupt de la Smithsonian Institution

Downing influyó no solo en Vaux, sino también en el arquitecto paisajista Frederick Law Olmsted; los dos hombres se conocieron en la casa de Downing en Newburgh. En 1858, su diseño conjunto, el Plan Greensward, fue seleccionado en un concurso de diseño para el nuevo Central Park en la ciudad de Nueva York. En 1860, Olmsted y Vaux propusieron que se colocara un busto de Downing en el nuevo parque como un "reconocimiento apropiado del endeudamiento público a las labores del difunto AJ Downing, del cual creemos que el parque mismo es uno de los resultados directos. " El monumento nunca se construyó en el parque, pero una urna conmemorativa en honor a Downing se encuentra en el jardín Enid A. Haupt, cerca del " Castillo " del Smithsonian.
El botánico John Torrey nombró al género Downingia en honor a Downing.
En 1889, la ciudad de Newburgh encargó un diseño de parque a Olmsted y Vaux. Aceptaron, con la condición de que llevara el nombre de su antiguo mentor. Se inauguró en 1897, llamado " Downing Park ". Fue su última colaboración.
Una de las pocas estructuras sobrevivientes que se sabe que fue diseñada por Downing es la cabaña en Springside (Matthew Vassar Estate) en Poughkeepsie, Nueva York. La cabaña y los jardines de la finca diseñados por Downing son un Monumento Histórico Nacional. El "Cedarcliff Gatehouse" también se cree que han sido diseñados por él.
La esposa de Downing y los amigos de la familia levantaron un monumento a Downing en forma de urna que estaba en su casa en Newburgh. Escribieron en él palabras que él había escrito: "Planten parques espaciosos en sus ciudades, y desaten sus puertas, anchas como la mañana, a todo el pueblo".
Otra de las estructuras sobrevivientes de Andrew Jackson Downing, y uno de los tres primeros ejemplos de Downing del estilo victoriano italiano, la "Mansión Robert Dodge" todavía se encuentra hoy en Georgetown, DC, sin embargo, ha sido alterada significativamente desde cuando se construyó originalmente La "Mansión Robert Dodge" era exactamente lo contrario de los adornos de "Francis Dodge Mansion" (aparte de las ventanas y la fenestración / decoración). También es digno de mención que los primeros edificios de Downing completados en este estilo victoriano italiano fueron hechos para la familia Dodge.

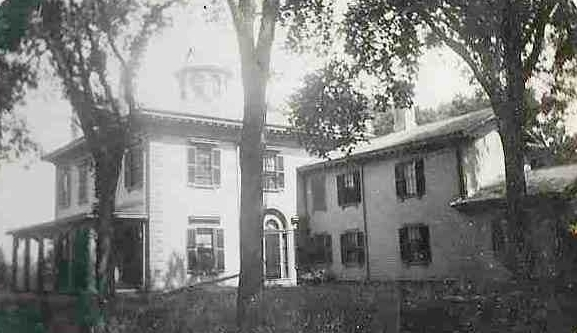
C. Dodge Estate-Front Entry of House-Luther Briggs
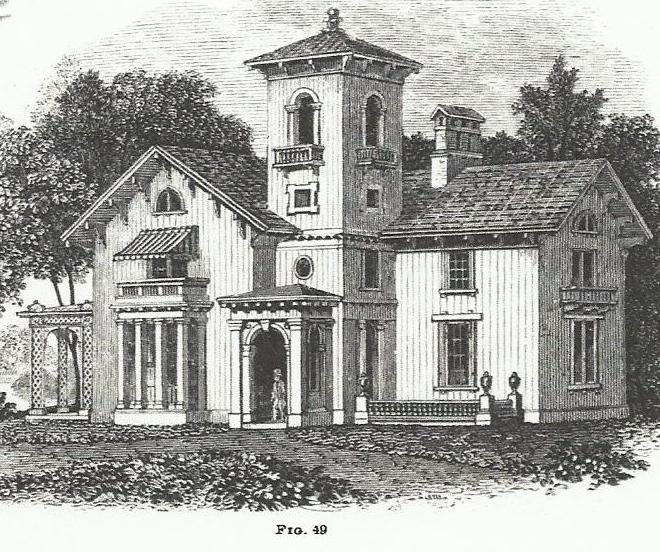
Charles Charles Dodge Estate Italian Influence
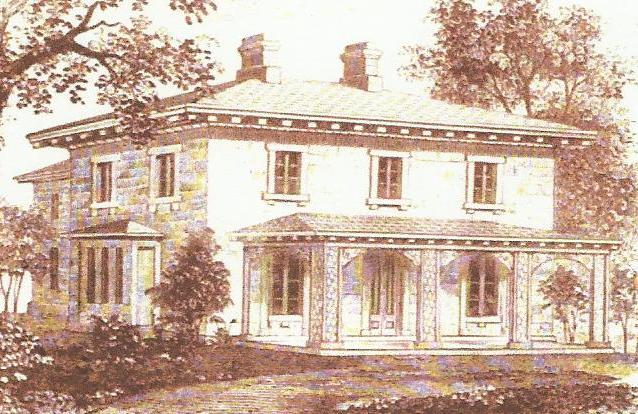
Charles Dodge Estate Italian
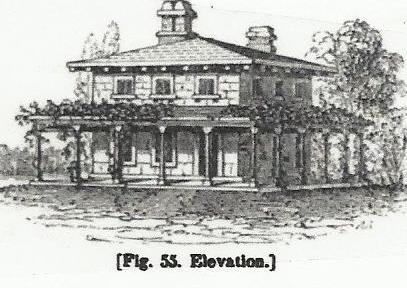
Charles Dodge Estate Mansion
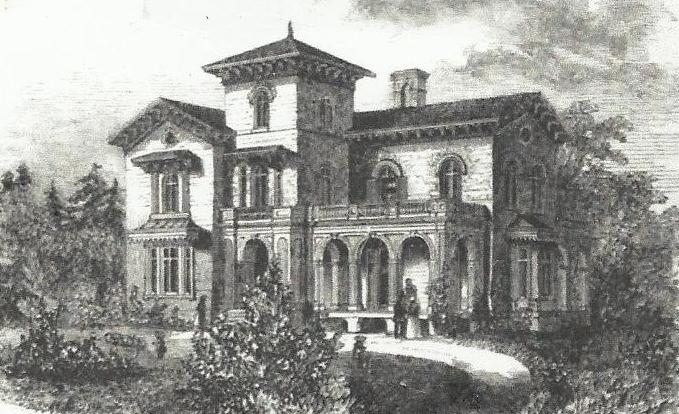
Robert Dodge Mansion
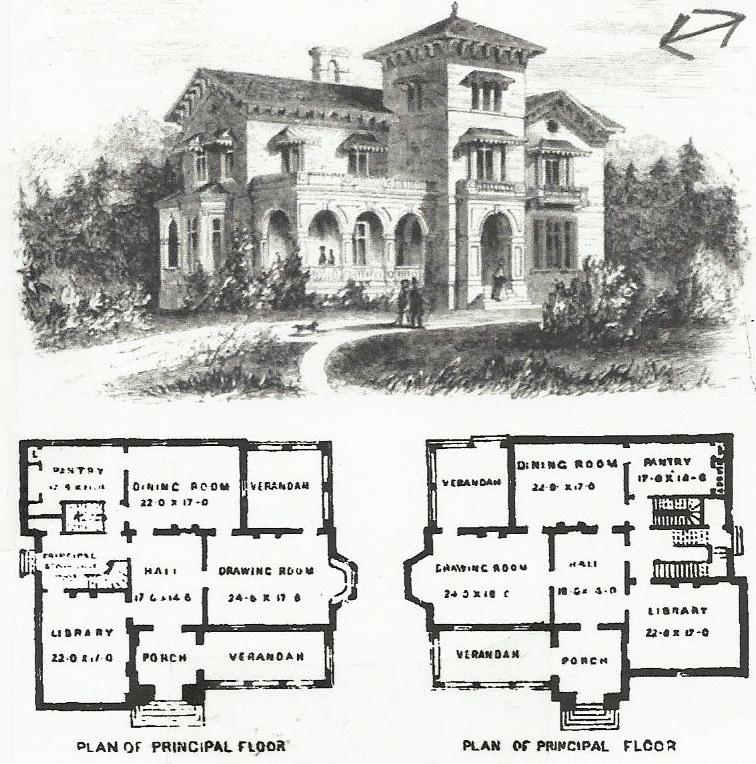
Francis Dodge Mansion
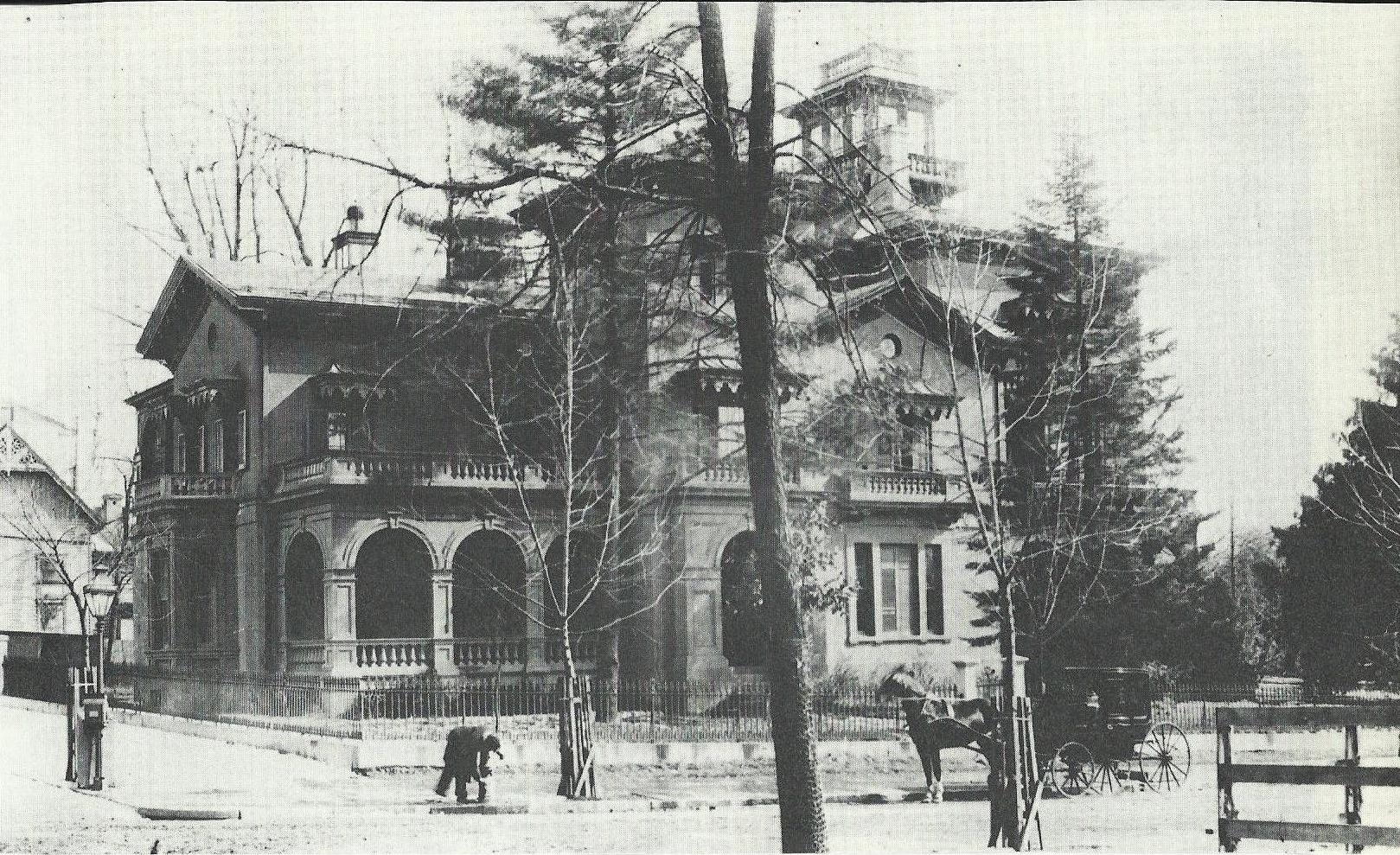
Francis Dodge Mansion

## Obras seleccionadas
- A Treatise on the Theory and Practice of Landscape Gardening, Adapted to North America, 1841.[21]
- Cottage Residences: or, A Series of Designs for Rural Cottages and Adapted to North America, 1842; reprinted as Andrew Jackson Downing, Victorian Cottage Residences, Dover Publications, 1981.[22]
- The Fruits and Fruit-trees of America: Or, The Culture, Propagation, and Management, in the Garden and Orchard, of Fruit-trees Generally : with Descriptions of All the Finest Varieties of Fruit, Native and Foreign, Cultivated in this Country, 1847[23]
- The Architecture of Country Houses: Including Designs for Cottages, and Farm-Houses and Villas, With Remarks on Interiors, Furniture, and the best Modes of Warming and Ventilating, D. Appleton & Company, 1850; reprinted as Andrew Jackson Downing, The Architecture of Country Houses, Dover Publications, 1969.[24]
- Horticulturist, ed. (February 1818). «On the Moral Influence of Good Houses». 2. pp. 345-47. Archivado desde el original el 6 de julio de 2010. Consultado el 30 de agosto de 2010.